# Antoinismo
Antoinismo é um movimento religioso recente Cristão e curandeiro, fundado em 1910 por Louis-Joseph Antoine (1846–1912), natural da Valónia, em Jemeppe-sur-Meuse, Seraing. Com um total de 64 templos, mais de quarenta salas de leitura em todo o mundo e milhares de membros, continua a ser a única religião estabelecida na Bélgica cuja notoriedade e sucesso se expandiu para fora do país. Muito activa em França, o movimento religioso é caracterizado por uma estrutura descentralizada, rituais simples, discrição e tolerância face a outras crenças.
Criado como católico, Antoine trabalhou como mineiro na sua juventude, na secção de aciaria, antes de cumprir o serviço militar em 1866. Depois de casar com Catherine em 1873, mudou de morada por várias vezes por razões profissionais. Profundamente impressionado pelos trabalhos de Allan Kardec, organizou um grupo espiritual na década de 1890. Em 1893, a morte do seu filho representou a sua total perda de fé no catolicismo. Em 1896, explicou as suas perspectivas espíritas num livro, e descobriu o seu dom como curandeiro. Rapidamente conhecido como curandeiro, conseguiu juntar vários seguidores, principalmente entre trabalhadores descontentes com o catolicismo ou com a medicina. Em 1906, separou-se do Espiritismo e deu início a uma religião, publicando três livros onde descrevia a sua doutrina e onde consagrava o primeiro templo. Depois da sua morte em 1912, Catherine assegurou a continuidade da religião, promovendo uma adoração centralizada na pessoa do seu marido, e acrescentando mais regras na organização. Quando morreu em 1940, os templos de França e da Bélgica mostraram as suas diferenças.
As crenças do Antoinismo combinam alguns elementos do Catolicismo, reencarnação, e healing. Segundo o Antoinismo, o homem deve atingir o conhecimento ao afastar-se da ilusão material produzida pela sua inteligência — a fonte do mal e do sofrimento. O sentido da vida é sair do ciclo da reencarnação através da progressão moral apoiada pelos "fluidos" — todas as acções humanas, adquiridas pela oração silenciosa e pelo mal causado pelas doenças e inimigos. Como a liberdade de pensamento e a livre vontade são consideradas muito importantes do Antoinismo, a religião não pratica o proselitismo e é não-exclusiva. Não emite qualquer orientação sobre problemas sociais. Embora focada na cura, o Antoinismo não interfere com o campo médico, e não é contra a utilização da medicina tradicional.
Simples e breves, os serviços religiosos são realizados nos templos, habitualmente duas vezes por dia, e são constituídos por duas formas de oração: "A Operação Geral", que consiste na transmissão do fluido aos frequentadores do templo; e "A Leitura" dos escritos de Antoine. Os membros que realizam os serviços vestem umas vestes totalmente negras, como sinal do seu total envolvimento na religião; não recebem qualquer pagamento. Os templos também servem de local para efectuar consultas de cura. As celebrações desta religião incluem os feriados cristão e mais outros três dias que comemoram o casal fundador e a dedicação ao primeiro templo. Registado como organismo de utilidade pública na Bélgica, e como associação religiosa em França, a religião é administrada por um colégio composto pelos membros mais activos designados por desservants. O  Antoinismo é financiado por donativos anónimos, e não pede dinheiro aos seus seguidores. Em França, a classificação como culto do Antoinismo no Relatório Parlamentar de 1995 foi criticada pelos sociólogos que estudaram o grupo religioso, e muitas pessoas envolvidas na luta anti-cultos não relataram qualquer tipo de acções desviantes.